# Gunne
Gunne är både ett mans- och kvinnonamn samt ett efternamn. Det är ett fornnordiskt namn bildat av ordet gunnr som betyder strid. Namnet har förekommit i Sverige åtminstone sedan 1000-talet.
Den 31 december 2014 fanns det totalt 31 kvinnor och 209 män folkbokförda i Sverige med namnet Gunne, varav 16 kvinnor och 65 män bar det som tilltalsnamn. Dessutom fanns det 38 personer som bar Gunne som efternamn.
Namnsdag: saknas

## Personer med förnamnet Gunne
- Gunne Prika, nämns i medeltida källor under 1300-talet.
- Carl-Gunne Fälthammar, svensk fysiker

## Personer med efternamnet Gunne
- Carl Gunne (1893–1979), konstnär och museitjänsteman
- Lars Gunne (född 1923), psykiater
- Monica Gunne (född 1945), journalist och författare
- Per Gunne (född 1970), chefredaktör för tidningen Metro
- Stig Gunne (1912–2013), ämbetsman
- Stina Gunne (1912–1995), politiker, moderat